# Ella Lingens-Reiner
Ella Lingens-Reiner, née le 18 novembre 1908 à Vienne, en Autriche-Hongrie et morte le 30 décembre 2002 dans la même ville, est une avocate, médecin et opposante au nazisme, déportée de 1943 à 1945 dans plusieurs camps de concentration. En 1980, elle est nommée Juste parmi les nations.

## Biographie
Née à Vienne en 1908, elle étudie la médecine et le droit à Munich, Marbourg et Vienne. Elle est mariée au médecin allemand Kurt Lingens (en), qui est exclu de toutes les universités allemandes en 1933 en raison de son appartenance à un groupe étudiant antifasciste.
Après l'Anschluss en mars 1938, le couple se demande s'ils doivent émigrer, ou rester en Autriche sans pour autant devenir complice de l'emprise du national-socialisme, pour finalement rester dans le pays.

### Résistance
Dans les mois qui suivent mars 1938, ils aident des camarades juifs d'Ella à partir pour l'étranger. Pendant la Nuit de Cristal, ils hébergent dix familles juives dans leur maison en périphérie de Vienne. Le couple aide également des Juifs à fuir en Hongrie, accueille des personnes isolées et fournit de la nourriture à des parents dont les enfants ont émigré.
Les déportations massives des Juifs restés à Vienne débutent à l'été 1942. Certains demandent de l'aide aux Lingens. À l'été 1942, le mouvement clandestin polonais avec lequel ils étaient en contact demande à Ella et Kurt Lingens d'aider deux couples juifs à s'échapper. Ils en hébergent un et trouvent une cachette pour l'autre. Avec l'aide d'un intermédiaire, les deux couples devaient être amenés en Suisse. Cet intermédiaire, un ancien acteur du nom de Klinger, est cependant un espion de la Gestapo, et les dénonce en septembre 1942 à Feldkirch. Ella et Kurt Lingens sont arrêtés le 13 octobre 1942 et emprisonnés au siège viennois de la Gestapo dans l'ancien hôtel Metropole. Kurt Lingens est affecté à une compagnie disciplinaire en Russie.

### Déportation

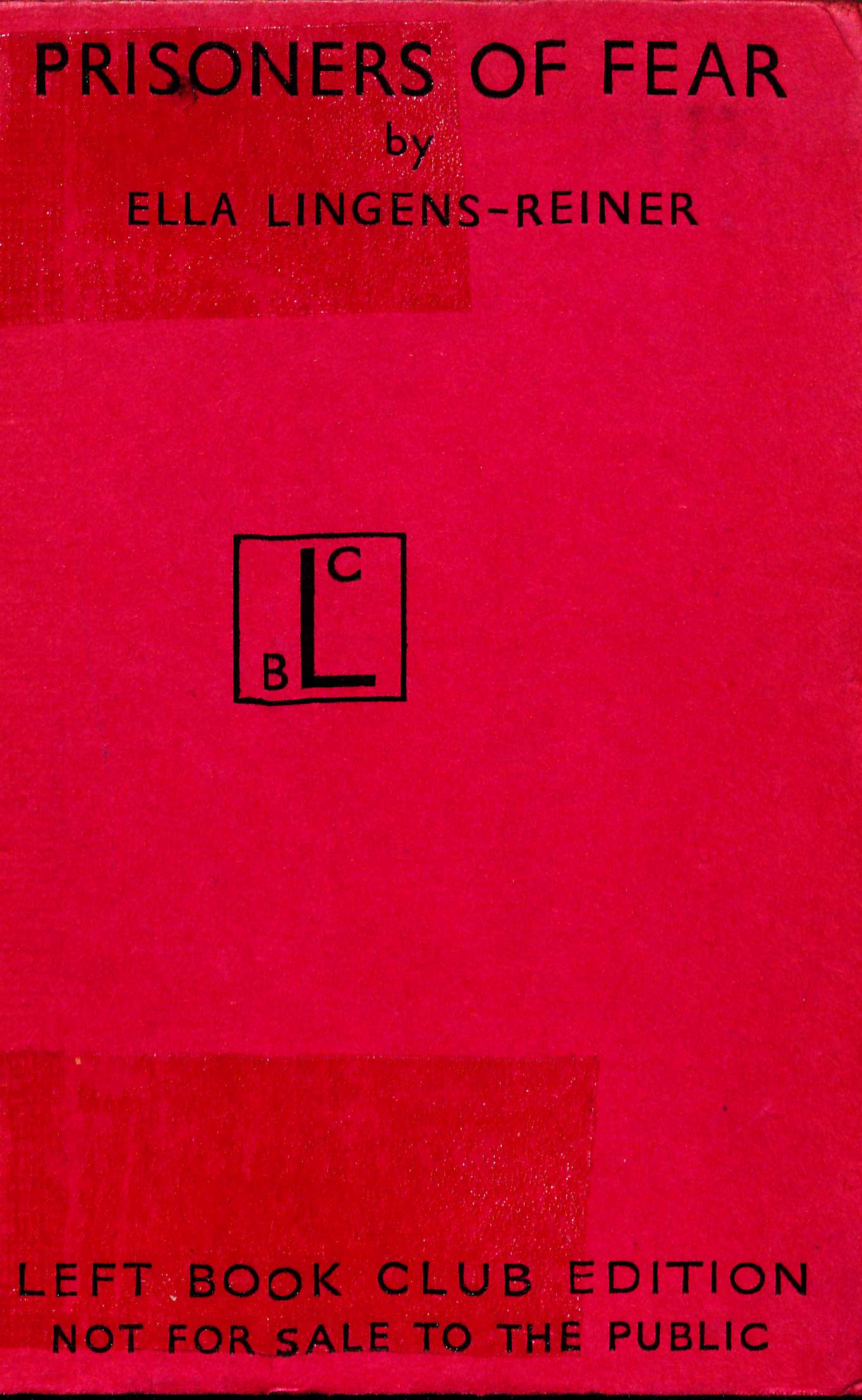
Ella Lingens-Reiner, Prisoners of Fear (1948)

Ella Lingens est internée pendant quatre mois dans la prison de la Gestapo à Vienne et interrogée à plusieurs reprises. En février 1943, elle et Karl Motesiczky qui avait participé au sauvetage des Juifs viennois, sont déportés à Auschwitz où ils arrivent le 20 février. Bien qu'elle bénéficie d'une position privilégiée en tant que médecin prisonnière, elle s'efforce de défendre ses codétenus et de les sauver de l'extermination. Mais pour elle aussi, Auschwitz est « l'enfer ». En avril 1943, elle attrape le typhus et manque d'y succomber. Karl Motesiczky meurt le 25 juin 1943. Dans l'intervalle, Ella Lingens est transférée au camp annexe de Babitz pendant deux mois à la mi-1943. Elle est à Auschwitz jusqu'au début de décembre 1944, date à laquelle elle est envoyée au camp de concentration de Dachau, où elle travaille dans le Kommando Agfa jusqu'à la libération du camp par l'armée américaine à la fin avril 1945.

### Après la guerre
Après sa libération, elle écrit qu'à Auschwitz, c'est en pensant à son fils, Peter Michael Lingens (de), âgé alors de trois ans, qu'elle a refusé de laisser le national-socialisme lui voler son honneur et son amour-propre.
Après cela, Ella Lingens doit se construire une nouvelle vie. Comme beaucoup d'autres survivants des camps de concentration, elle est en proie à des sentiments de culpabilité : « Suis-je en vie parce que les autres sont morts à ma place ? » se demande-t-elle à plusieurs reprises. Contrairement à de nombreux autres prisonniers des camps de concentration, elle commence dès 1947 à écrire ses souvenirs et à analyser ce qu'elle a vécu à Auschwitz.
Dans son livre Prisoners of Fear, publié en 1948, elle décrit les années de résistance et son vécu de prisonnière dans les camps. En 2003, son fils, devenu l'un des journalistes les plus célèbres d'Autriche, publie une traduction allemande sous le titre Gefangene der Angst – Ein Leben im Zeichen des Widerstandes.
Dans les années qui suivent, lorsque le passé national-socialiste de l'Autriche est passé sous silence, Ella Lingens refuse qu'on l'empêche de rappeler les crimes passés. Malgré la difficulté psychologique que cela représente, elle se rend dans les écoles et à des séminaires d'enseignants pour témoigner et informer la jeune génération sur le sombre passé du nazisme, de la guerre et du règne de la terreur. Bien que très estimée et appréciée à l'étranger, elle reste largement inconnue en Autriche. Après la guerre, elle termine ses études de médecine et travaille dans plusieurs cliniques et dans le système de santé publique autrichien. Elle est nommée conseillère ministérielle au ministère fédéral de la Santé et de la Protection de l'environnement et prend sa retraite en 1973.
Début mars 1964, elle témoigne au premier procès de Francfort. Yad Vashem lui décerne, à elle et à Kurt Lingens, la médaille des Justes parmi les Nations à Jérusalem en 1980.

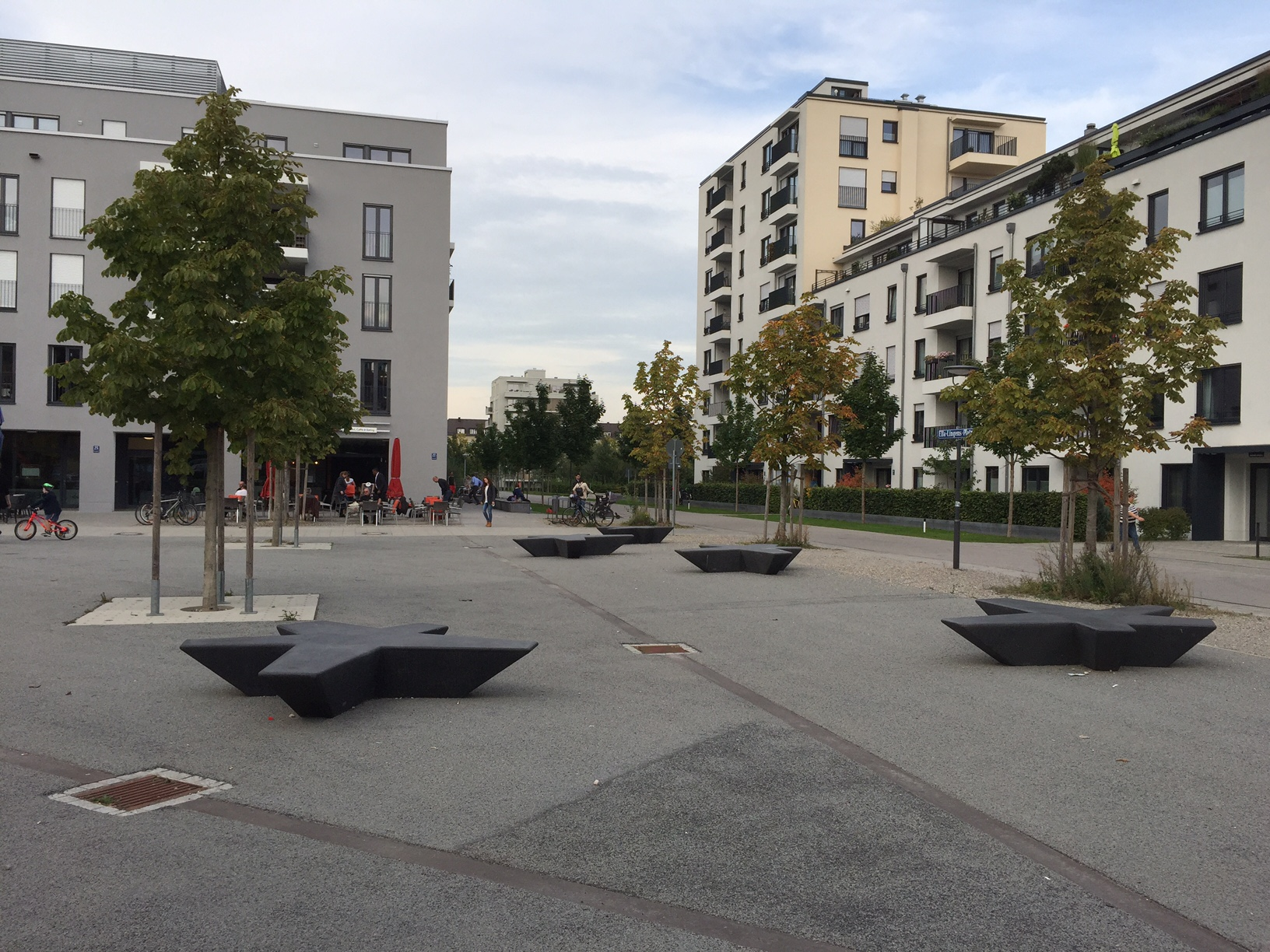
Ella-Lingens-Platz, Munich-Giesing

Elle meurt le 30 décembre 2002 à Vienne. Son fils Peter Michael Lingens rapporte plus tard: « Quelques jours avant sa mort, ma mère s'est de nouveau levée. Elle s'est appuyée contre les murs de la chambre puis du long couloir, et s'est tenue à la porte du salon, visiblement un peu confuse. Alors que l'on se taisait, elle répétait une seule phrase, les yeux écarquillés par la peur : Vous ne me brûlerez pas ? Vous ne me brûlerez pas, n'est-ce-pas ? Elle est inhumée au cimetière central de Vienne.

## Ouvrages
- Prisoners of Fear, préfacé par Arturo Barea, London: Victor Gollancz, 1948.
  - Gefangene der Angst. Ein Leben im Zeichen des Widerstandes. Deuticke, Vienne, 2003, Berliner Taschenbuch Verlag btv, Berlin 2005.
- Selektion im Frauenlager. In Hans Günther Adler, Hermann Langbein & Ella Lingens-Reiner (Hrsg.) : Auschwitz. Zeugnisse und Berichte. Europäische Verlagsanstalt (de) EVA, 2. Aufl. Cologne, 1979, p. 98–104, Extrait de : Prisoners of fear. Victor Gollancz, London 1948. Deutsch 1. Aufl. 1962.
  - 6e édition, avec une préface de Katharina Stengel : Schriftenreihe 1520. Bundeszentrale für politische Bildung BpB, Bonn 2014, p. 100–107.